# Kip Cheruiyot
Pour les articles homonymes, voir Cheruiyot.
Kipkoech « Kip » Cheruiyot  (né le 2 décembre 1964) est un athlète kényan, spécialiste des courses de demi-fond.

## Biographie
En 1982, âgé de dix-sept ans seulement, Kip Cheuiyot remporte le titre du 1 500 mètres des Championnats d'Afrique disputés au Caire. Il s'impose dans le temps de 3 min 42 s 20, devant le Marocain Saïd Aouita et l’Éthiopien Wodajo Bulti. L'année suivante, à Munich, il établit un nouveau record du monde junior du 1 500 m en 3 min 34 s 92.
Onzième des Championnats du monde de 1987, il se classe septième des Jeux olympiques de 1988, à Séoul. Il remporte les Universiades d'été de 1989.

### Palmarès
| Date | Compétition            | Lieu      | Résultat | Épreuve |
| ---- | ---------------------- | --------- | -------- | ------- |
| 1982 | Championnats d'Afrique | Le Caire  | 1er      | 1 500 m |
| 1987 | Championnats du monde  | Rome      | 11e      | 1 500 m |
| 1988 | Jeux olympiques        | Séoul     | 7e       | 1 500 m |
| 1989 | Universiade            | Duisbourg | 1er      | 1 500 m |

### Records
| Épreuve | Performance   | Lieu     | Date         |
| ------- | ------------- | -------- | ------------ |
| 1 500 m | 3 min 33 s 07 | Grosseto | 10 août 1986 |